# Antoine-Dominique-Frédéric Aliotti
Antoine-Dominique-Frédéric Aliotti, francoski general, * 1881, † 1964.